# Stranglehold
Stranglehold — компьютерная игра в жанре шутера от третьего лица, разработанная компанией Midway Studios — Chicago в сотрудничестве с компанией режиссёра Джона Ву Tiger Hill Entertainment. Сюжет игры является продолжением фильма «Круто сваренные», снятым Джоном Ву в 1992 году. Прототипом для главного героя по имени Йен стал актёр Чоу Юнь-Фат, игравший в фильме эту же роль.
Сиквел под названием «Gun Runner» разрабатывался Midway Games, однако не был выпущен по причине закрытия студии.

## Игровой процесс

### Уровни
Игра разделена на несколько уровней. Большинство уровней завершают боссы.

### Способности
В Stranglehold введена система способностей (Tequila Bombs). У Текилы есть круг энергии. Каждая заполнившаяся четверть даёт возможность использовать новую способность.
- Лечение — восстановление ранений. Текила получает эту способность, когда зарабатывает первую звезду.
- Точный выстрел — возможность нанести сильный урон противнику. При этом включается время Текилы. Похоже на прицеливание из снайперской винтовки. Полезно для уничтожения вражеских снайперов и ослабления «боссов».
- Свинцовый шквал — Текила выпускает очень много пуль из оружия. При этом он не расходует боезапас и не получает ранения.
- Кровавый веер — Текила убивает всех противников вокруг него, а также наносит ограниченный урон боссам.

### Звёзды
За убийство противников Текила получает звёзды или очки стиля (Style points). Чем изощреннее убийство, тем больше очков можно получить, что достигается путём взаимодействия игрока с окружающим миром и использования различных предметов, чтобы уклоняться от вражеского огня, создавая зрелищную перестрелку.
Примерами взаимодействия с окружением являются:
- Бег и скольжение по перилам и другим гладким поверхностям;
- Свисание на люстре;
- Езда на вагонетках;
- Спуск на тросе;
- Отталкивание от стен;
- Использование любого укрытия;

Текила может стрелять при выполнении любого из перечисленных приемов, которые можно комбинировать для получения ещё большего количества очков. Все подходящие для взаимодействия предметы подсвечиваются при приближении к ним.

## Сюжет
Действия игры происходят спустя 18 лет после событий фильма «Круто сваренные». Русская банда «Золотая трость» из Чикаго похищает дочь главы «Коготь дракона», крупнейшего преступного клана в Гонконге. В дело по освобождению просят вмешаться инспектора Йена по прозвищу «Текила», поскольку украденная девушка является бывшей супругой главного героя.

## Отзывы
| Сводный рейтинг       | Сводный рейтинг | Сводный рейтинг | Сводный рейтинг |
| Издание               | Оценка          | Оценка          | Оценка          |
| Издание               | PC              | PS3             | Xbox 360        |
| --------------------- | --------------- | --------------- | --------------- |
| GameRankings          | 73,46 %         | 77,05 %         | 78,17 %         |
| Иноязычные издания    |                 |                 |                 |
| Издание               | Оценка          | Оценка          | Оценка          |
| Издание               | PC              | PS3             | Xbox 360        |
| Game Informer         | N/A             | N/A             | 7.25/10         |
| GameSpot              | 7.0/10          | 7.0/10          | 7.0/10          |
| GameTrailers          | N/A             | N/A             | 7.7/10          |
| IGN                   | 8.1/10          | 8.1/10          | 8.1/10          |
| OXM                   | N/A             | N/A             | 7.0/10          |
| Empire Online         | N/A             | N/A             | 4/5             |
| Русскоязычные издания |                 |                 |                 |
| Издание               | Оценка          | Оценка          | Оценка          |
| Издание               | PC              | PS3             | Xbox 360        |
| «ЛКИ»                 | Медаль, 75 %    | N/A             | N/A             |

Сайт IGN оценил игру на 8,1 балла по 10-балльной шкале. Критик сайта Хилари Голдстин отметила высокий уровень кинематографии в игре, мелодраматический, запоминающийся сюжет в стиле Джона Ву и захватывающее действие. К недостаткам критик отнесла скоротечность игры и недостаточно проработанную графику.

## Фильм
После выхода игры Джон Ву заявил о готовности снять фильм по мотивам игры. Сценаристами фильма были названы Джереми Пассмор и Андре Фабрицио.
Предполагалось, что Джон Ву выступит в качестве продюсера фильма, съёмки пройдут в Сингапуре и США, а бюджет составит 20 млн долларов. К 2017 году экранизация была заморожена.

## Коллекционное издание
Midway Games выпустила коллекционное издание только для PlayStation 3 и Xbox 360
Коллекционное издание для PlayStation 3 включает переработанную версию фильма Круто сваренные на отдельном Blu-ray диске и DLC.
Издание для Xbox 360 также содержит DLC, но фильма в издании нет.
Оба издания упакованы в голографическую упаковку.

## Реакция
Британский Комитетом рекламных стандартов запретил показ рекламного видеоролика на телеканалах в Великобритании как «поощряющий и оправдывающий насилие» на основании двух жалоб от родителей.